# Stalagtia skadarensis
Stalagtia skadarensis — вид павуків родини Dysderidae.

## Поширення
Печерний вид. Відомий лише з єдиного екземпляра самиці з Чорногорії.

## Опис
Головогруди завдовжки 4,9 мм.